# AeroMexico
AeroMexico er det største flyselskab i Mexico. Selskabet er grundlagt i 1934 og dets IATA-kode er AM.
Selskabet opererer indenrigsflyvning samt internationale flyvninger til Asien, Europa, Centralamerika, Sydamerika og USA. Dets hovedbase er Mexico City International Airport med sekundære hubs i General Mariano Escobedo International Airport, Monterrey og General Ignacio Pesqueira Garcia International Airport i Hermosillo. Efter at det brasilianske flyselskab Varig indstillede sine flyvninger til Japan i 2005, er AeroMexico det eneste latinamerikanske flyselskab, som flyver til Asien.
AeroMexico er medlem af flyalliancen SkyTeam, som består af følgende flyselskaber: Air Europa, Air France, China Airlines, China Eastern Airlines, Delta Air Lines, KLM, Korean Air og Scandinavian Airlines.
Aeroméxico arbejder tæt sammen med det amerikanske luftfartsselskab Delta Air Lines, som ejer en del af Aeroméxico og i 2015 annoncerede sin hensigt om at købe op til 49% af sidstnævntes aktier. Den 8 maj 2017 trådte den fælles kommercielle aftale (JCA) i kraft, hvor luftfartsselskaberne deler oplysninger, omkostninger og indtægter på alle deres flyvninger mellem USA og Mexico.
I 2016 transporterede selskabet 19703 millioner passagerer (en stigning på 5,0 % i forhold til året før), heraf 13,047 millioner indenrigspassagerer (+3,7 %) og 6,656 millioner udenrigspassagerer (+7,6 %). Det fløj 34776 millioner indtægtsgivende passagerkilometer (RPK), havde 43,362 millioner tilgængelige passagerkilometer (ASK) og en belægningsprocent på 80,3%.
I januar 2023 havde Aeromexico, med mere end 15000 flyvninger, en punktlighed på 90,66%, og pålideligheden var steget betydeligt.

## Virksomhedsanliggender

### Hovedkvarter
Virksomheden har hovedkontor i Colonia Cuautemoc, Cuautemoc-kvarteret, Mexico City.

### En platform for kommunikation
I september 2016 blev Aeromexico det første flyselskab i Nord- og Sydamerika, der lancerede en chatbot, som giver kunderne mulighed for at søge, spore og booke flyrejser ved at interagere med en virtuel assistent på Facebook Messenger. Under Facebooks F8-konference i april 2017 fik flyselskabet ros fra Facebook for at være en af de første virksomheder i verden til at lancere en chatudvidelsesfunktion, der giver brugerne mulighed for at ringe til Aerobot under en gruppechat. Den lancerede også muligheden for at stille et hvilket som helst spørgsmål ved hjælp af kunstig intelligens og naturlige sprogbehandlingsteknikker til at matche spørgsmål med svar.